# Rudolf Stark (Altphilologe)
Rudolf Stark (* 13. Juli 1912 in Saargemünd; † 22. Juli 1966 in Saarbrücken) war ein deutscher Klassischer Philologe.

## Leben
Rudolf Stark wuchs in Koblenz auf und besuchte das Kaiserin-Augusta-Gymnasium. Nach dem Abitur (1931) studierte er Klassische Philologie, Geschichte und Religionswissenschaft in Göttingen und Berlin. In Göttingen beeinflussten ihn besonders Hermann Fränkel, Kurt Latte und Max Pohlenz. Nach der Promotion (1936, bei Max Pohlenz und Ulrich Knoche) arbeitete Stark als Wissenschaftlicher Mitarbeiter am Thesaurus Linguae Latinae. Zum 1. Mai 1937 wurde er Mitglied der NSDAP (Mitgliedsnummer 4.503.460). Ab dem 18. April 1939 war er als Studienreferendar am Beethoven-Gymnasium Bonn.
Beim Ausbruch des Zweiten Weltkriegs wurde Stark eingezogen und musste seine Karriere unterbrechen. Nach kurzer Kriegsgefangenschaft zog er im Herbst 1945 nach Köln, wo er als Gymnasiallehrer und Lehrbeauftragter an der Universität (ab 1947) wirkte. Zum 1. April 1949 folgte er einem Ruf an die neugegründete Universität des Saarlandes zum außerordentlichen Professor für griechische Literatur und Sprache. Nachdem er 1955 seine Habilitation in Göttingen nachgeholt hatte, wurde er zum Ordinarius ernannt. Er starb 1966 im Alter von 54 Jahren nach langer, schwerer Krankheit.
Als akademischer Lehrer und Organisator des Saarbrücker Seminars für Klassische Philologie erwarb sich Stark großes Ansehen. In der Forschung beschäftigte er sich mit weiten Teilen der griechischen und lateinischen Literatur von der Archaik bis zur Spätantike. 1964 begründete er die Schriftenreihe Palingenesia.
Ein Forschungsschwerpunkt Starks war die antike Staatslehre. In seiner Dissertation analysierte er die Semantik und Begriffsgeschichte der res publica. In späteren Aufsätzen beschäftigte er sich mit dem Wesen der altrömischen Diktatur, der Staatsdefinition Ciceros und dem Majoritätsprinzip der Römer. Daneben plante er einen Kommentar zur Politik des Aristoteles, den er jedoch nicht mehr verwirklichen konnte. Viele seiner Untersuchungen zur Politik und Rhetorik erschienen postum, herausgegeben von seinem Schüler Peter Steinmetz.